# Neuroleon muzanus
Neuroleon muzanus är en insektsart som först beskrevs av Navás 1922.  Neuroleon muzanus ingår i släktet Neuroleon och familjen myrlejonsländor. Inga underarter finns listade i Catalogue of Life.